# Каргашинское сельское поселение (Рязанская область)
Каргаши́нское се́льское поселе́ние — муниципальное образование в Сасовском районе Рязанской области России.

## История
Образовано в результате муниципальной реформы 2006 г. в результате объединения существовавших ранее на данной территории четырёх сельских округов — Каргашинского (центр Каргашино), Кобяковского (центр Кобяково), Мокринского (центр Мокрое) и Чубаровского (центр Чубарово) — с возложением административного управления на село Каргашино.

## Население
| 2010  | 2012  | 2013  | 2014  | 2015  | 2016  | 2017  |
| ----- | ----- | ----- | ----- | ----- | ----- | ----- |
| 1261  | ↘1257 | ↘1246 | ↘1241 | ↘1204 | ↘1192 | ↘1164 |
| 2018  | 2019  | 2020  | 2021  |       |       |       |
| ↘1138 | ↘1108 | ↘1091 | ↗1190 |       |       |       |

## Административное устройство
Образование и административное устройство сельского поселения определяются законом Рязанской области от 07.10.2004 № 96-ОЗ.
Границы сельского поселения определяются законом Рязанской области от 08.12.2008 № 189-ОЗ.

## Населённые пункты
В состав сельского поселения входят 11 населённых пунктов:
| Населённый пункт | Статус  | Население, человек | Год  | % от населения поселения | Расстояние до центра поселения, км | Расстояние до райцентра, км | Примечание |
| ---------------- | ------- | ------------------ | ---- | ------------------------ | ---------------------------------- | --------------------------- | ---------- |
| 12 лет Октября   | посёлок | 9                  | 2010 | 0.8                      | 6                                  | 11                          |            |
| Заболотье        | село    | 0                  | 2010 | 0                        | 6                                  | 21                          | Нежилой    |
| Ивановка         | деревня | 5                  | 2010 | 0.4                      | 13                                 | 29                          |            |
| Каргашино        | село    | 477                | 2010 | 40.1                     | —                                  | 16                          |            |
| Кобяково         | село    | 24                 | 2010 | 2                        | 16                                 | 8                           |            |
| Малое Хреново    | деревня | 2                  | 2010 | 0.2                      | 4                                  | 19                          |            |
| Мокрое           | село    | 171                | 2010 | 14.4                     | 6                                  | 22                          |            |
| Подостровное     | деревня | 0                  | 2010 | 0                        | 12                                 | 28                          | Нежилой    |
| Сасовский        | посёлок | 412                | 2010 | 34.6                     | 13                                 | 3                           |            |
| Тонкачёво        | село    | 7                  | 2010 | 0.6                      | 11                                 | 27                          |            |
| Чубарово         | село    | 154                | 2010 | 12.9                     | 9                                  | 25                          |            |